# Wolfram Ette

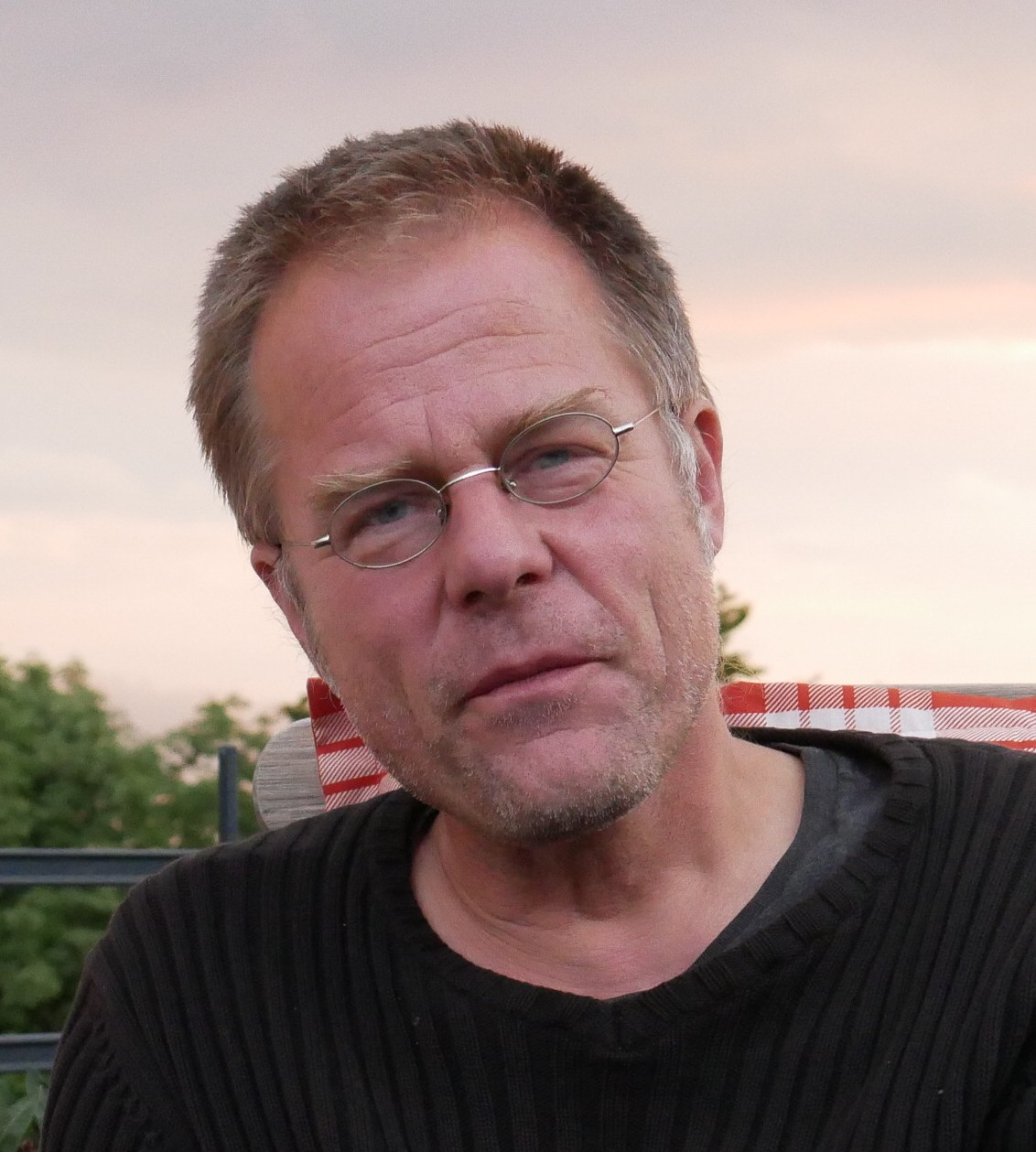
Wolfram Ette 2020

Wolfram Ette (* 6. Mai 1966 in Bielefeld) ist ein deutscher Literaturwissenschaftler und Publizist.

## Leben und Wirken
Wolfram Ette studierte Allgemeine und Vergleichende Literaturwissenschaft, Philosophie und Gräzistik in Berlin und Paris. 2000 promovierte er an der FU Berlin mit einer Arbeit über Thomas Mann. 2009 habilitierte sich Ette an der TU Chemnitz. Seine Arbeit Kritik der Tragödie wurde vom Theaterkritiker Dirk Pilz als „das gehalt- und geistvollste, lehrreichste, wichtigste, scharf- und feinsinnigste, vor allem aber wagemutigste [Buch] zur Tragödie seit Friedrich Nietzsches Geburt der Tragödie aus dem Geiste der Musik“ bezeichnet.
Zwischen 2010 und 2016 übernahm Ette verschiedene Vertretungsprofessuren an der TU Chemnitz, der Universität Bielefeld und der LMU München. Von 2016 bis 2018 war er Gastprofessor am Peter-Szondi-Institut für Allgemeine und Vergleichende Literaturwissenschaft und an der Friedrich-Schlegel-Graduiertenschule für literaturwissenschaftliche Studien der Freien Universität Berlin.
Seit 2013 betreibt Ette einen Blog mit Kurzessayistik. Die ihn beschäftigenden Themen sind: Sprachkritik, Pädagogik, Musik, Kritik des Fortschritts. 2021 nahm er ein berufsbegleitendes Studium der Musik (Lehramt Gymnasium) in Leipzig auf.
Ette ist Mitglied der komparatistischen Forschungsgruppe „Philologien des Abenteuers“ der Universität München. Im August 2018 war Ette aktiv teilnehmender Beobachter der rechten Ausschreitungen in Chemnitz und hat dies in mehreren Artikeln dokumentiert.
Wolfram Ette ist Vater von zwei Kindern. Seit 2021 lebt er in Leipzig.

## Veröffentlichungen (Auswahl)

### Als Autor
- Freiheit zum Ursprung. Mythos und Mythoskritik in Thomas Manns Josephs-Tetralogie. Verlag Königshausen & Neumann, Würzburg 2002, ISBN 978-3-8260-2149-7.
- Die Aufhebung der Zeit in das Schicksal. Zur »Poetik« des Aristoteles. Lukas Verlag, Berlin 2005, ISBN 978-3-931836-99-3.
- Kritik der Tragödie. Über dramatische Entschleunigung. Velbrück Wissenschaft, Weilerswist 2011 (²2015), ISBN 978-3-942393-04-1.
- Das eigensinnige Kind. Über unterdrückten Widerstand und die Formen ungelebten Lebens. Ein gesellschaftspolitischer Essay. Büchner Verlag, Marburg 2019, ISBN 978-3-96317-185-7.
- mit Anne D. Peiter: Der Ausnahmezustand ist der Normalzustand – nur wahrer. Texte zu Corona. Büchner Verlag, Marburg 2021, ISBN 978-3-96317-235-9.
- mit Karin Nungeßer: Das eigensinnige Kind. Teil 2: Vom Umgang mit einem sehr deutschen Gefühl. Büchner Verlag, Marburg 2023, ISBN 978-3-96317-331-8.

### Als Herausgeber
- mit Ingrid Mössinger: Bob Dylan, 5. Songs. Kerber Verlag, Bielefeld 2009, ISBN 978-3-86678-245-7.
- mit Falk Strehlow: Klassengesellschaft reloaded und das Ende der menschlichen Gattung. Fragen an Heiner Müller. Theater der Zeit, Berlin 2021, ISBN 978-3-95749-302-6.